# 堀田頼康
堀田 頼康（ほった よりやす、万治元年（1658年） - 享保9年3月22日（1724年4月17日））は、江戸時代の柔術家。諱は頼保あるいは頼庸と表記されることもある。通称は佐五右衛門、号は自諾。前名は平野頼建。
前名を平野頼建といい、起倒流を吉村扶寿に学び、赤穂藩で200石取の近習役として仕えていた。
藩主・浅野長矩の切腹後、始めは仇討ちの義盟に参加していたが、大石家の金を盗んで京都に逃げ、堀田階康と名を変え、後に頼康と変えた。京都で道場を開き、自らの流儀を「起倒柔術雄雌妙術」と称した。後に大坂に移った。
享保9年（1724年）3月22日、大坂で死去した。享年67。
赤穂藩時代の弟子に大石良雄、萱野重実、間光興らがおり、大石と萱野には免許を授けたという。京都に逃げた後の弟子では滝野遊軒がいる。